# Woodshock
Woodshock is een Amerikaanse film uit 2017, geschreven en geregisseerd door Kate en Laura Mulleavy.

## Plot
Theresa (Kirsten Dunst) verschaft haar terminaal zieke moeder hulp bij zelfdoding door haar een marihuanajoint te geven waaraan gif is toegevoegd. Op haar werk in een legaal cannabisverkooppunt vraagt een chronisch zieke oude man met een doodswens om hetzelfde spul als ze aan haar moeder gaf. Het heeft op de man niet het gewenste resultaat maar een andere, gezonde en jonge klant die die dag wiet kocht overlijdt onverwachts. Overmand door schuldgevoel over de verwisseling die ze mogelijk heeft veroorzaakt, gaat Theresa experimenteren met het gevaarlijke, hallucinaties veroorzakende gif.

## Rolverdeling
- Kirsten Dunst als Theresa
- Pilou Asbæk als Keith
- Joe Cole als Nick
- Lorelei Linklater als Jenny
- Jack Kilmer als Johnny
- Susan Traylor als Theresa’s moeder
- Steph DuVall als Ed

## Productie
De film is het regiedebuut van de gezusters Kate en Laura Mulleavy die ook samen het script schreven, geïnspireerd door de Redwood Forests van Noord-Californië. De filmopnamen gebeurden in de zomer van 2015 op locatie in Humboldt County (Californië).

### Release en ontvangst
De film ging in wereldpremière op 4 september 2017 op het filmfestival van Venetië in de sectie Cinema in the Garden en kreeg overwegend negatieve kritieken met een score van 20% op Rotten Tomatoes, gebaseerd op 45 beoordelingen.